# День об'єднання (Болгарія)
«День об'єднання Болгарії» (болг. Ден на Съединението) — національне свято Республіки Болгарії, яке відзначається в цій країні щорічно 6 вересня.
Свято приурочене до найважливішої події в історії болгарської державності — об'єднання Болгарії. Згідно з Берлінським трактатом 1878 року, Болгарія була розділена на три частини: Князівство Болгарія (зі столицею Софія), автономна область Східна Румелия (столиця — Пловдив) і Македонія, яку повністю контролювала Османська імперія. Становище болгар у Македонії було вельми незавидним, і багато з них були змушені втікати в Східну Румелію, де спільно з місцевим населенням стали влаштовувати акції протесту, які закінчилися військовим переворотом 6 (18) вересня 1885, який активно підтримав болгарський князь Олександр І Баттенберг. Підсумком перевороту став акт приєднання Східної Румелії до Князівства Болгарія в тому ж році. Порушення Берлінського договору згодом коштувало Олександру Баттенбергу корони, але в пам'яті болгарського народу він назавжди залишився Царем-Об'єднувачем.
Незважаючи на значимість цієї події, не можна сказати, що це свято відзначається в Болгарії дуже широко, хоча в країні проводяться тематичні заходи, присвячені цьому дню, а болгарські ЗМІ не забувають привітати співвітчизників з річницею возз'єднання болгарського народу.
«День об'єднання» є неробочим днем.

## Дивись також
День Соборності